# منتخب الإمارات العربية المتحدة تحت 23 سنة لكرة القدم
منتخب الإمارات تحت 23 سنة لكرة القدم هو ممثل الإمارات العربية المتحدة الرسمي في المنافسات الدولية في كرة القدم في فئة تحت 23 سنة.

## سجلات

### الألعاب الأولمبية
| كرة القدم في الألعاب الأولمبية الصيفية | كرة القدم في الألعاب الأولمبية الصيفية | كرة القدم في الألعاب الأولمبية الصيفية | كرة القدم في الألعاب الأولمبية الصيفية | كرة القدم في الألعاب الأولمبية الصيفية | كرة القدم في الألعاب الأولمبية الصيفية | كرة القدم في الألعاب الأولمبية الصيفية | كرة القدم في الألعاب الأولمبية الصيفية | كرة القدم في الألعاب الأولمبية الصيفية |
| السنة                                  | الجولة                                 | المرتبة                                | ل                                      | ف                                      | ت                                      | خ                                      | له                                     | عليه                                   |
| -------------------------------------- | -------------------------------------- | -------------------------------------- | -------------------------------------- | -------------------------------------- | -------------------------------------- | -------------------------------------- | -------------------------------------- | -------------------------------------- |
| 1992                                   | لم يتأهل                               | لم يتأهل                               | لم يتأهل                               | لم يتأهل                               | لم يتأهل                               | لم يتأهل                               | لم يتأهل                               | لم يتأهل                               |
| 1996 [الإنجليزية]                      | لم يتأهل                               | لم يتأهل                               | لم يتأهل                               | لم يتأهل                               | لم يتأهل                               | لم يتأهل                               | لم يتأهل                               | لم يتأهل                               |
| 2000 ‏                                  | لم يتأهل                               | لم يتأهل                               | لم يتأهل                               | لم يتأهل                               | لم يتأهل                               | لم يتأهل                               | لم يتأهل                               | لم يتأهل                               |
| 2004                                   | لم يتأهل                               | لم يتأهل                               | لم يتأهل                               | لم يتأهل                               | لم يتأهل                               | لم يتأهل                               | لم يتأهل                               | لم يتأهل                               |
| 2008                                   | لم يتأهل                               | لم يتأهل                               | لم يتأهل                               | لم يتأهل                               | لم يتأهل                               | لم يتأهل                               | لم يتأهل                               | لم يتأهل                               |
| 2012                                   | مرحلة المجموعات                        | الخامس عشر                             | 3                                      | 0                                      | 1                                      | 2                                      | 3                                      | 6                                      |
| 2016                                   | لم يتأهل                               | لم يتأهل                               | لم يتأهل                               | لم يتأهل                               | لم يتأهل                               | لم يتأهل                               | لم يتأهل                               | لم يتأهل                               |
| المجموع                                | مرحلة المجموعات                        | الخامس عشر                             | 3                                      | 0                                      | 1                                      | 2                                      | 3                                      | 6                                      |

### كأس آسيا
| بطولة آسيا تحت 23 عاما | بطولة آسيا تحت 23 عاما | بطولة آسيا تحت 23 عاما | بطولة آسيا تحت 23 عاما | بطولة آسيا تحت 23 عاما | بطولة آسيا تحت 23 عاما | بطولة آسيا تحت 23 عاما | بطولة آسيا تحت 23 عاما | بطولة آسيا تحت 23 عاما |    | تصفيات | تصفيات | تصفيات | تصفيات | تصفيات | تصفيات |
| السنة                  | الجولة                 | المرتبة                | ل                      | ف                      | ت*                     | خ                      | له                     | عليه                   | ل  | ف      | ت      | خ      | له     | عليه   |        |
| ---------------------- | ---------------------- | ---------------------- | ---------------------- | ---------------------- | ---------------------- | ---------------------- | ---------------------- | ---------------------- | -- | ------ | ------ | ------ | ------ | ------ | ------ |
| 2013                   | ربع النهائي            | الثامن                 | 4                      | 1                      | 2                      | 1                      | 2                      | 2                      | 5  | 3      | 2      | 0      | 8      | 4      |        |
| 2016                   | ربع النهائي            | الخامس                 | 4                      | 2                      | 1                      | 1                      | 5                      | 5                      | 3  | 3      | 0      | 0      | 8      | 0      |        |
| 2018                   | لم يتأهل               | لم يتأهل               | لم يتأهل               | لم يتأهل               | لم يتأهل               | لم يتأهل               | لم يتأهل               | لم يتأهل               | 3  | 2      | 0      | 1      | 6      | 2      |        |
| 2020                   | ربع النهائي            | السادس                 | 4                      | 1                      | 2                      | 1                      | 4                      | 6                      | 3  | 2      | 1      | 0      | 10     | 2      |        |
| المجموع                | ربع النهائي            | الخامس                 | 12                     | 4                      | 5                      | 3                      | 11                     | 13                     | 14 | 10     | 3      | 1      | 32     | 8      |        |

### بطولة غرب آسيا للمنتخبات الأولمبية
| بطولة غرب آسيا تحت 23 عاما | بطولة غرب آسيا تحت 23 عاما | بطولة غرب آسيا تحت 23 عاما | بطولة غرب آسيا تحت 23 عاما | بطولة غرب آسيا تحت 23 عاما | بطولة غرب آسيا تحت 23 عاما | بطولة غرب آسيا تحت 23 عاما | بطولة غرب آسيا تحت 23 عاما | بطولة غرب آسيا تحت 23 عاما |  |
| السنة                      | الجولة                     | المرتبة                    | ل                          | ف                          | ت*                         | خ                          | له                         | عليه                       |  |
| -------------------------- | -------------------------- | -------------------------- | -------------------------- | -------------------------- | -------------------------- | -------------------------- | -------------------------- | -------------------------- |  |
| 2023                       |                            |                            |                            |                            |                            |                            |                            |                            |  |